# Alytus län
Alytus är ett län i södra Litauen. Länet har 152 505 invånare (2013) och en yta på 5 425 km². Huvudorten är Alytus.
Den 1 juli 2010 avskaffades länsstyrelsen, varefter länet numera endast är en territoriell och statistisk enhet.

## Källa
1. ↑  GeoHive - Lithuania Population Statistics Arkiverad 10 augusti 2014 hämtat från the Wayback Machine.
2. ↑  ”Dėl apskričių viršininkų administracijų likvidavimo”. Seimas of the Republic of Lithuania. http://www3.lrs.lt/pls/inter3/dokpaieska.showdoc_l?p_id=392936. Läst 21 augusti 2011.